# Fedayin
Fedayin (em árabe: فدائي, fidā'ī, plural فِدائيّون, fidā'īyūn, ou, em determinados contextos, فِدائيّين, fidā'īyīn, numa tradução livre  cuja tradução pode ser "devoto", "mártir" ou "aquele que se redime pelo sacrifício" em armênio/arménio:  Ֆէտայի; em hebraico:  פַדַאיוּן) é um termo utilizado para descrever diversos grupos ou indivíduos militantes, na Armênia, no Irã e no mundo árabe, em diferentes momentos históricos.  Embora originalmente fidā'īyīn seja o plural de fidā'ī, no Ocidente a palavra "fedayin" é usada indistintamente, tanto para designar um único indivíduo como um grupo, e eventualmente, pode ser encontrada a forma fida'is como plural de fidā'ī. 
Segundo a tradição islâmica, o termo está ligado originalmente a seguidores de uma seita ou ordem mística ismailita criada por Haçane Saba, o velho da montanha ou o  sábio da montanha, que fundou um complexo estado teocrático na fortaleza de Alamute, nos altos da Cordilheira Elbruz, ao sul do Mar Cáspio, no Irã.  Por quase trezentos anos a seita esteve ativa  na Síria e no Irã.  Eram chamados, pejorativamente, hashishin ou "comedores de haxixe", palavra da qual deriva o termo "assassino". Alamute foi destruída pelos mongóis, em 1256. Consta que os seguidores de Ḥaçane Saba - os nizaritas - realizavam atentados para eliminar seus adversários, notadamente muçulmanos sunitas e, em particular, os seljúcidas.  Os fedayin, uma das categorias mais baixas dessa ordem, eram encarregados de executar esses atentados. 
Contemporaneamente, o uso do termo "fedayin" foi reintroduzido, aplicando-se com mais frequência aos militantes da guerrilha palestina contra a ocupação israelense. 